# Kriket klub Sir William Hoste
Kriket Klub Sir William Hoste je kriket klub s Visa.

## Povijest
Postoje zapisi koji govore da se na otoku Visu još 1809. g. igrao kriket. Kriket klub je osnovao Sir William Hoste, zvan Mladi Nelson, koji se proslavio dobivši posljednju bitku jedrenjaka u povijesti i to protiv nadmoćnije Napoleonove flote. Vis je tada bio njegovo uporište s kojeg je pustošio francusko brodovlje po Jadranu i potopio ili zarobio preko 200 brodova. Klub je osnovao da bi njegovi vojnici mogli lakše provoditi vrijeme. Zapisi kažu da se igralo na poluotoku Prirovo.
Klub je ponovno osnovan 2002. Prikupljenim donacijama uređen je teren u Pliskom polju koji je završen u 2009. i klub počinje s radom.
Klub se natječe u Prvoj hrvatskoj ligi, zajedno sa splitskim i zagrebačkim kriket klubovima.
Svake godine u mjesecu svibnju, viški kriketaši domaćini su Internacionalnog turnira Sixies ( ekipa sa 6 igrača), a godišnje na gostovanje dolazi desetak ekipa, pretežno iz Velike Britanije.

## Vanjske poveznice
- Službena web-stranica